# 熊昭 (生物學家)
熊昭（1950年—），台灣生物學家，美國哥倫比亞大學統計學博士。曾任職於美國康乃爾大學、國立中央大學、中央研究院統計科學研究所，長於遺傳流行病學、生物統計與生物資訊。熊昭和他的團隊發現第5號染色體5p15.33上TERT基因的位點與肺癌高度相關，風險比達到1.83。進一步的研究合作發現了3個新位點。現為國家衛生研究院生物統計及生物資訊部門特聘研究員兼主任、群體健康科學研究所所長及國立清華大學生命科學院暨統計研究所合聘教授。

## 生平
熊昭為台灣國立衛生研究院國家衛生研究院群體健康科學研究所特聘研究員兼所長，主要研究領域為遺傳流行病學、生物統計與生物資訊。於1972年畢業於清華大學數學系，1975年取得美國哥倫比亞大學統計學博士。
1975年畢業後於，曾在美國康乃爾大學短暫任教一年（1975-1976），1976年後回國服務，任職於國立中央大學數學系副教授（1976-1981）及教授（1981-1998），同時於中央研究院統計科學研究所任職研究員（1985-2000）。1996年國家衛生研究院成立時，被邀請加入生物統計部門任職研究員及兼創始主任（1997-2001）。
目前熊昭擔任國家衛生研究院生物統計及生物資訊部門特聘研究員兼主任（2002-迄今），並於2008年兼代群體健康科學研究所所長（2008-迄今）；也在國立清華大學生命科學院暨統計研究所合聘教授（2005-迄今）。

## 學術成就
熊昭長期致力於遺傳流行病學、生物統計、生物資訊、預防醫學等研就領域。其協助推動國內癌症臨床試驗，包括建立台灣癌症臨床研究合作組織（TCOG）統計中心，並為提升臨床試驗品質所設立相關制度。她也協助衛生署建立規劃臨床試驗體系，並於1998年編撰設置新藥臨床試驗體系與運作機制規劃報告供衛生署參考。
熊昭於2002年在國家衛生研究院和六個醫學中心組成的研究團隊中，擔任基因體醫學國家型計畫和生技醫藥國家型科技計畫中肺癌遺傳流病計畫的總主持人。熊昭和他的團隊以不吸菸女性肺腺癌作為主要研究對象，進行了亞洲第一個肺癌全基因組關聯性研究 (GWAS)。他們發現第5號染色體5p15.33上TERT基因的位點與肺癌高度相關，風險比達到1.83。進一步的研究合作發現了3個新位點，結果在Nature Genetics上發表。這些易感肺癌基因位點的發現提供了更明確的目標，使得不吸菸肺癌高危險群的風險預測更加精確。將這些基因位點研究與其他危險因子（如家族史、肺結核史、二手菸暴露等）結合，有望成為肺癌早期篩檢和治療的有力依據。這些研究成果可能為肺癌的早期發現和治療提供更有效的方法。
熊昭及團隊參與國際合作計畫「SAPPHIRe」十多年，由熊昭擔任台灣後續追蹤計畫主持人，旨在進行家族遺傳流行病學研究，探討亞洲人高血壓相關的基因。近期擴大合作團隊，利用Metabochip基因型鑑定資料對心血管代謝性狀的基因研究進展，並與國際團隊合作比較亞洲人、白種人及非裔美洲人在血脂及代謝等相關數量性狀的遺傳變異，探討種族特有及共有的性狀基因。
熊昭的研究團隊以生物資訊方法建立流感病毒的分析及監測工具，藉由病毒序列資料與血清學資料進行監測。該研究成果已發表於Bioinformatics、NAR等期刊。團隊利用流感病毒序列資料建立了ATIVS流感病毒監測分析系統，提供使用者方便且有用的分析工具。
熊昭帶領群健所從2017年開始逐步建構4大面向資訊系統，包括長照資源串連、居家安老、長照管理、健康老化。其中，長照資源串連包含資源雲、日照、居服、住宿機構；居家安老包含在宅醫療；長照管理包含失智個案與長照管理雲；健康老化包含銀髮人力資源、智慧健康管理平台。

## 曾獲獎項
| 年份      | 獲獎項目                     |
| --------- | ---------------------------- |
| 1988      | 中山學術獎                   |
| 1991-1993 | 國科會傑出研究獎             |
| 1993-1995 | 國科會傑出研究獎             |
| 1994      | 美國數理統計學會Fellow       |
| 2014      | 台灣傑出女科學家獎           |
| 2018      | 國家衛生研究院傑出學術成就獎 |